# Oppenheimer Holdings
A Oppenheimer Holdings é uma empresa multinacional americana de banco de investimento independente e serviços financeiros que oferece serviços de banco de investimento, consultoria financeira, serviços de mercado de capitais, gerenciamento de ativos, gerenciamento de patrimônio e produtos e serviços relacionados em todo o mundo. A empresa, que já ocupou o prédio do One World Financial Center em Manhattan, agora baseia suas operações na 85 Broad Street e a sede mundial na 125 Broad Street, em Nova Iorque.

## História
Originalmente criada como Oppenheimer & Company, a Oppenheimer Holdings foi fundada em 1950, quando foi criada uma parceria para atuar como corretora e gerenciar serviços financeiros relacionados a grandes clientes institucionais. Enquanto as décadas de 1960 e 1970 foram um período de grande prosperidade para a empresa, as origens da empresa remontam a 1881. Após reconfigurar as operações em 1975, a Oppenheimer & Co. formou três subsidiárias operacionais:
- Oppenheimer & Co., Inc., uma corretora de varejo
- Oppenheimer Capital Corporation, gerente de investimentos institucionais
- Oppenheimer Management Corp. (posteriormente cindida e adquirida pela Invesco)

Na década de 1980, os parceiros fundadores da OpCo começaram a procurar um comprador. A Mercantile House Holdings, PLC, uma empresa britânica de capital aberto, fez uma oferta em 1982, que foi aceita e fechada um ano depois. Em 1986, a Oppenheimer & Co. e a Oppenheimer Capital adquiriram uma participação majoritária pela administração da empresa, pelo presidente e CEO Stephen Robert e pelo presidente Nathan Gantcher, junto com um pequeno grupo de colegas da Mercantile, por 150 milhões de dólares. Um ano depois, a British & Commonwealth Holdings, PLC, adquiriu a Mercantile. Os anos 90 trouxeram outra separação da empresa original quando o pessoal sênior da Oppenheimer Capital adquiriu uma participação majoritária na subsidiária e se separou da OpCo. Em 1995, Robert e Gantcher, que controlavam cerca de 40% do patrimônio da OpCo, ficaram ansiosos para localizar capital adicional para expandir sua empresa. A princípio, a OpCo explorou as opções de formar uma possível aliança com o ING Groep NV que acabou fracassando. Prosseguindo com esse objetivo, a administração decidiu fundir-se com um banco de suporte de volume que tinha acesso ao mercado externo.
Robert e Gantcher receberam ofertas da segunda maior instituição financeira privada alemã e banco de varejo, Bayerische Vereinsbank. Na quinta-feira, 8 de maio de 1997, o Wall Street Journal anunciou que o PNC Bank Corp., com sede em Pittsburgh, estava em negociações para comprar a Oppenheimer & Co. por cerca de 500 milhões de dólares em dinheiro, ações e opções. A fonte do artigo alertou que a PNC e a Oppenheimer não haviam chegado a um preço fixo e que a conversa poderia quebrar o acordo formal, que ficava a duas semanas ou mais. Analistas especularam que a PNC estaria pagando demais por uma corretora que já não possuía o reconhecimento da marca que já teve no setor de valores mobiliários. Apenas 13 dias após o anúncio, o balcão da Bloomberg News anunciou que, pela terceira vez em dois anos, a OpCo havia sido abandonada por um possível comprador. Dois meses depois, foi anunciado que o CIBC queria expandir seus negócios de corretagem e estava interessado na empresa de banco de investimento com sede em Nova Iorque, que tinha receita anual de 800 milhões de dólares e 680 corretores que vendem ações e títulos.

### CIBC Oppenheimer
Nathan Gantcher, que ingressou na Oppenheimer & Co. como corretor da bolsa em 1968, junto com seu parceiro Stephen Robert, que ingressou na Oppenheimer Management, Inc. no mesmo ano como gerente de portfólio, iniciou conversações com o CIBC em julho de 1997. Pela quarta vez, o CIBC fechou a Oppenheimer Holdings, Inc. em novembro de 1997, por 525 milhões de dólares e foi pago nos próximos três anos e incluiu 175 milhões de dólares para manter a lealdade dos principais executivos da Oppenheimer que não eram acionistas da empresa. empresa privada. A compra foi feita através do braço bancário de investimentos da CIBC existente nos EUA, o CIBC Wood Gundy. No entanto, com o fechamento do negócio, o nome da empresa foi alterado para CIBC Oppenheimer Holdings. O CIBC Wood Gundy continuou a atuar como o nome operacional no Canadá, mas todas as subsidiárias europeias e asiáticas adotaram o nome CIBC Oppenheimer.
Em 2003, a CIBC tomou a decisão de vender o negócio de corretagem e nome da Oppenheimer por 257 milhões de dólares à Fahnestock Viner Holdings, que posteriormente mudou seu nome para Oppenheimer. Essa separação foi uma ferida dolorosa entre os funcionários institucionais. Com essa venda, a CIBC unificou todas as operações da CIBC Wood Gundy e CIBC Oppenheimer com o nome de CIBC World Markets.

### Fahnestock Viner Holdings
O Fahnestock Viner remonta a Harris C. Fahnestock, um banqueiro de investimentos que foi membro fundador de um dos antecessores do Citigroup, o Primeiro Banco Nacional de Nova Iorque. Em 1881, o filho de Harris, William, formou seu próprio banco de investimento em Two Wall Street, Fahnestock & Co., que se expandiu ao longo das décadas e foi adquirido em 1988 pela EA Viner Holdings, Ltd. A nova empresa, Fahnestock Viner Holdings, mudaria seu nome em 2003 após a aquisição do negócio de corretagem de varejo da CIBC Oppenheimer (as divisões de clientes particulares e de gerenciamento de ativos dos EUA). Após essa aquisição, a nova Oppenheimer & Co. tentaria construir uma divisão institucional com o nome de Oppenheimer, antes infame. Após várias tentativas frustradas, a Oppenheimer & Co., no final de 2007, anunciou que compraria certos ativos dos Mercados Mundiais da CIBC.

### Mercados Mundiais da CIBC
Em 4 de novembro de 2007, CIBC anunciou a partir de Toronto que concordou em vender a Oppenheimer & Co. seus banca de investimento interno dos EUA, ações, finanças alavancadas e de capitais de dívida de mercados empresas relacionadas. A transação também incluiu os negócios israelenses de banco de investimento e ações da CIBC e certas partes de outros negócios relacionados ao mercado de capitais dos EUA, localizados no Reino Unido e na Ásia. O acordo formal determinava que a Oppenheimer emprestaria 100 milhões de dólares da CIBC na forma de uma dívida subordinada, bem como uma instalação de armazém fornecida pelo banco canadense. A instalação de armazenamento, inicialmente de até 1,5 bilhão de dólares, permitiria à recém-criada entidade americana Oppenheimer financiar e manter os empréstimos sindicalizados para empresas de médio porte dos EUA. A subscrição de empréstimos de acordo com as instalações do armazém estaria sujeita à aprovação conjunta de crédito pela Oppenheimer e CIBC. Ao fazer isso, o CIBC se beneficiaria do sucesso futuro da Oppenheimer & Co. Alguns especularam que essa venda foi o resultado da liquidação em 2005 dos processos civis relacionados ao envolvimento do CIBC com a Enron por cerca de 3 bilhões de dólares. Foi um dos maiores assentamentos até o momento e acredita-se que afeta adversamente as operações da CIBC. Para muitos funcionários da CIBC World Markets que permaneceram na Oppenheimer & Co. original, a venda foi uma espécie de reunificação. O acordo foi fechado em 14 de janeiro de 2008, mas ambas as entidades compartilhariam infraestrutura por algum tempo e possivelmente prédios de escritórios. Isso incluía a 300 Madison Avenue, o edifício que antes era o CIBC Center de Nova Iorque; no entanto, foi sublocado para a PriceWaterhouseCoopers após a preocupação de ter todos os funcionários sob o mesmo teto após os ataques terroristas de 11 de setembro e a venda da divisão de corretagem de varejo dos EUA à Fahnestock.

### Acordos com reguladores dos EUA
Em janeiro de 2015, a Oppenheimer & Co. pagou 20 milhões de dólares em acordos civis com reguladores dos EUA.

## Grupos de negócios
- Gestão de Patrimônios
- Oppenheimer Asset Management
- Oppenheimer Trust Company
- Mercados capitais

## Principais localizações
Estados Unidos
- Nova Iorque
- Atlanta
- Boston
- Denver
- Houston
- Los Angeles
- São Francisco
- Stamford

Internacional
- Londres, Reino Unido
- Toronto, Canadá
- Hong Kong, China SAR
- Tel Aviv, Israel
- Genebra, Suíça

## Notáveis atuais e ex-analistas de pesquisa de patrimônio

### Negócios
- Henry Blodget - analista de pesquisa de patrimônio
- Russ Dallen - analista de pesquisa da América Latina[4][5]
- Steve Eisman - analista de pesquisa de patrimônio
- Leon Levy, co-fundador dos fundos mútuos Oppenheimer em 1959
- Meredith Whitney - analista de pesquisa de patrimônio
- Carter Braxton Worth - analista técnico